# Ruhamba
Ruhamba är ett vattendrag i Burundi.   Det ligger i provinsen Kayanza, i den nordvästra delen av landet, 60 kilometer nordost om huvudstaden Bujumbura.
Omgivningarna runt Ruhamba är en mosaik av jordbruksmark och naturlig växtlighet. Runt Ruhamba är det tätbefolkat, med 397 invånare per kvadratkilometer.